# Ameba (jogo)
Ameba é uma brincadeira infantil comum no Brasil. Pode ser jogada em praças, ruas e outros locais. O objetivo do jogo é arremessar uma bola contra seus adversários, a fim de "queimá-los" (os jogadores queimados são chamados de amebas). 
Enquanto estiver com a posse de bola, o jogador não pode se mover. Ele apenas pode jogar a bola contra um dos seus adversários. Caso um jogador seja queimado, este vira uma "ameba". 
Quando um jogador virar ameba, ele deverá se sentar e permanecer assim até conseguir a posse de bola, para poder se levantar e tentar queimar um outro adversário. Se tiver sucesso em seu arremesso, ele deixa de ser ameba e volta ao jogo. Caso não, deverá se sentar novamente e esperar por outra oportunidade de ter a posse de bola.  
No entanto, o ameba tem outras duas formas de voltar ao jogo:
- "Ligar" com um outro ameba: se dois amebas estiverem próximos, poder batem suas mãos e os dois estão livres. Isso só é possível quando ambos estão próximos, em uma distância que permite aos dois tocar as mãos. É importante frisar que os amebas não podem sair do local onde estão quando vão tentar se ligar.

- O ameba também pode queimar um participante que não esteja queimado, apenas encostando as mãos nele. Portanto, os jogadores que não estiverem queimados precisam ficar atentos com os amebas, para não serem tocados por eles. Se um ameba conseguir queimar um adversário dessa forma, ele poderá ficar em pé novamente. Enquanto isso, a pessoa que foi tocada deverá se sentar e vira uma ameba.

O jogo de ameba pode ser jogado em equipes ou individualmente. O vencedor da partida é o último a permanecer de pé na partida, quando todos os demais jogadores estiverem como amebas. No caso do jogo em equipe, vence o time que conseguir todos os membros da outra equipe. 

## Diferença entre Ameba e Queimada (jogo)
Existe uma nítida diferença entre Ameba e Queimada, visto que o último é um jogo onde os participantes jogam delimitados por uma linha que divide os dois times. Já na Ameba, os jogadores podem ser mover sem demarcação e não há formação de times. Ou seja, há apenas um vencedor.